# Pontiac Astre
La Astre è un'autovettura subcompact prodotta dalla Pontiac dal 1974 al 1977. Il modello era quasi identico alla Chevrolet Vega.

## Storia
La Astre venne presentata nel settembre 1974. Venne offerta con carrozzeria berlina due porte, hatchback coupé tre porte e familiare tre porte. Il modello era a trazione posteriore ed aveva installato un motore a quattro cilindri in linea da 2,3 L di cilindrata, che erogava 88 CV di potenza. Il cambio era manuale a quattro rapporti oppure automatico a tre marce. L'alimentazione era fornita da un carburatore a doppio corpo.
Nel 1976 il motore venne depotenziato a 71 CV e fu disponibile, tra gli optional, un cambio manuale a cinque rapporti. Nel 1977 fu offerto un nuovo motore a quattro cilindri in linea da 2,5 L e 91 CV.
Nell'autunno del 1977 la Astre uscì di produzione dopo 147.773 esemplari prodotti.